# 橋立孝一郎
橋立 孝一郎（はしだて こういちろう、1920年（大正9年）8月5日 – 1988年（昭和63年））は、日本の実業家。キデイランドの創業者。

## 概要
1920年、東京府渋谷町に出生。東京外国語学校、明治大学を経て、陸軍主計将校となり、勤務地の秩父で終戦を迎える。秩父で地元の女性と結婚。1946年7月に秩父で読書クラブ橋立書店を開設、これがキデイランドの前身となる。1950年、幼少時代を過ごした原宿に、橋立書店（現・キデイランド原宿店）を構える。周辺に外国人が多かったことから、洋書や外国人向け雑貨を取扱い始め、更にはハイクオリティの日本の玩具をメインに扱うこととなった。情報の発信基地として知られるようになり、海外の王室やタレントが来日の際に訪れる定番コースにもなった。
スーパーマーケット理論を導入した初の玩具店経営を行い、玩具・ホビーで全国展開を行うとともに、国際規模での売買を志向する日本トイズチェーンを1961年に発足させ、全国の玩具店百五十余店が集まった。
キデイランドは1960年代に全国に出店したが、規模の急速な拡大が経営悪化を招き、会社更生法の適用を申請、橋立は社長の座を去ることとなった。ポプラ社の社長だった田中治男は後年刊行した追悼文集に寄稿した文章で、橋立のチェーンストアスタイルの拡張が従来の玩具卸関係者からはおそれと反発を招き、彼らによって「追放」されたのであると記している。
社長退任後は秩父市に戻り、1988年に没した。